# Le poesie possibili
Le poesie possibili è un libro di poesie di José Saramago scritto nel 1966. È diviso nelle sezioni: "Fino al midollo" (48 poesie), "Poesie a bocca chiusa" (8 poesie), "Mitologia" (14 poesie), "L’amore degli altri" (10 poesie) e "In quest’angolo del tempo" (67 poesie). 

## Edizioni italiane
- trad. di Fernanda Toriello, in Poesie, Torino: Einaudi (collana "Tascabili" n. 988), 2002 ISBN 978-88-06-18979-2